# Kyrsten Sinema
Kyrsten Sinema (ur. 12 lipca 1976 w Tucson) – amerykańska polityk, niezależna polityk, w latach 2013–2019 członek Izby Reprezentantów Stanów Zjednoczonych ze stanu Arizona, od 2019 r. senator z tego samego stanu.

## Życiorys
Urodzona 12 lipca 1976 r. w Tucson w Arizonie. Licencjat ukończyła na Brigham Young University w Provo w stanie Utah, potem w 1999 r. uzyskała stopień magistra na Arizona State University w Tempe. W 2004 r. na tej samej uczelni ukończyła prawo, a w 2012 r. uzyskała tam doktorat. Pracowała zarówno jako prawnik, jak i pracownik socjalny.
W 2002 r. bez powodzenia startowała do Izby Reprezentantów stanu Arizona, następnie od 2004 do 2010 r. zasiadała w tej izbie, po czym do 2012 r. była członkiem senatu stanowego. Od 3 stycznia 2013 r. członek Izby Reprezentantów Stanów Zjednoczonych ze stanu Arizona, dwukrotnie uzyskiwała reelekcję. W 2018 r. jako pierwsza kobieta w historii Arizony została wybrana do Senatu Stanów Zjednoczonych. Jest również pierwszą biseksualną osobą zasiadającą w Senacie.
9 grudnia 2022 wystąpiła z Partii Demokratycznej, wchodząc do grupy senatorów niezależnych stowarzyszonych z demokratami (obok Angusa Kinga i Berniego Sandersa). 5 marca 2024 ogłosiła, że nie będzie się ubiegać o reelekcję.